# Liste der höchsten Gebäude in Taichung

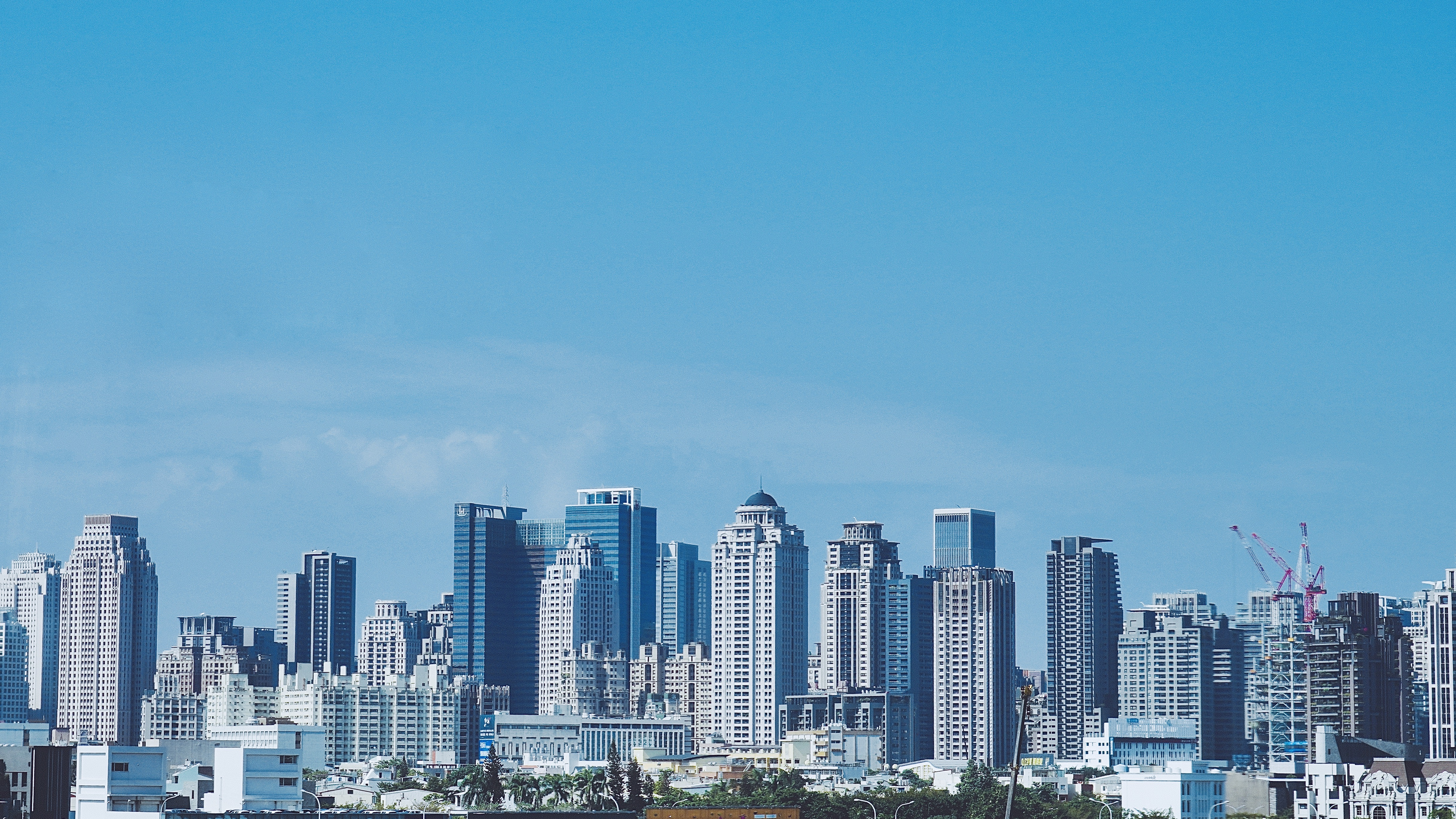
Stadtbild Taichung

Die Liste der höchsten Gebäude in Kaohsiung listet alle Gebäude in Taichung, eine Millionenstadt an der Westküste in der Mitte Taiwans, nach Höhe.

## Beschreibung
Taichung ist ein zentrales taiwanesisches Finanzzentrum mit insgesamt 21 Wolkenkratzern (Gebäude über 150 Meter Höhe).
Das erste Gebäude in Taichung mit einer Höhe von mehr als 150 Metern ist der Long-Bang Trade Building, der 1993 fertiggestellt wurde und 160 Meter hoch ist. Höchstes Gebäude ist zurzeit der 2004 fertiggestellte Shr-Hwa International Tower mit einer Höhe von 192,3 Metern.
Die höchsten Gebäude konzentrieren sich hauptsächlich auf die moderne Innenstadt des Xitun.

## Liste
Es sind nur Gebäude über 150 Meter enthalten. Ein Gleichheitszeichen (=) nach einem Rang zeigt die gleiche Höhe zwischen zwei oder mehr Gebäuden an. Die Liste enthält nur bewohnbare Gebäude im Gegensatz zu Bauwerken wie Aussichtstürmen, Funkmasten, Sendemasten und Kaminen.
| Rang | Name                                                | Bild | Höhe (m) | Etagen | Baujahr | Stadtteil | Referenz |
| ---- | --------------------------------------------------- | ---- | -------- | ------ | ------- | --------- | -------- |
| 1    | The Landmark (Taichung) (聯聚中雍大廈)              |      | 192      | 39     | 2018    | Xitun     | [ 1 ]    |
| 1=   | Shr-Hwa International Tower (世華國際大樓)          |      | 192      | 47     | 2004    | West      | [ 2 ]    |
| 3    | Le Meridien Taichung (臺中李方艾美酒店)             |      | 178      | 22     | 1998    | Zentrum   | [ 3 ]    |
| 4    | Global Strategy Center (豐邑A8市政核心)             |      | 169.5    | 38     | 2015    | Xitun     | [ 4 ]    |
| 5    | City Center Plaza (豐邑市政都心廣場)                |      | 168      | 38     | 2010    | Xitun     | [ 5 ]    |
| 6    | National Trade Center (NTC國家商貿中心)             |      | 165      | 34     | 2018    | Xitun     | [ 6 ]    |
| 6=   | Fuyu Oriental Crown (富宇東方之冠)                  |      | 165      | 36     | 2014    | Xitun     | [ 7 ]    |
| 8    | Taichung Condominium Tower (富邦新市政)             |      | 164      | 41     | 2019    | Xitun     | [ 8 ]    |
| 9    | Pao Huei Solitaire 寶輝秋紅谷                       |      | 161      | 41     | 2016    | Xitun     | [ 9 ]    |
| 10   | Treasure Garden (大陸宝格)                          |      | 160      | 39     | 2017    | Xitun     | [ 10 ]   |
| 11   | Long-Bang Trade Building 1 (龍邦世貿大廈A棟)        |      | 160      | 37     | 1993    | West      | [ 11 ]   |
| 11=  | Long-Bang Trade Building 2 (龍邦世貿大廈B棟)        |      | 160      | 37     | 1993    | West      | [ 12 ]   |
| 13   | Ding Sheng BHW Taiwan Central Plaza (興富發鼎盛BHW) |      | 159      | 36     | 2015    | Xitun     | [ 13 ]   |
| 14   | Royal Landmark Tower (總太東方帝國)                 |      | 158      | 38     | 2010    | Xitun     | [ 14 ]   |
| 14=  | Da International Building 1 (大安國際大樓1)         |      | 158      | 42     | 1993    | Süd       | [ 15 ]   |
| 14=  | Da International Building 2 (大安國際大樓2)         |      | 158      | 42     | 1993    | Süd       | [ 16 ]   |
| 17   | Savoy Place (聯聚保和大樓)                          |      | 157      | 39     | 2017    | Xitun     | [ 17 ]   |
| 18   | Fountain Palace (聯聚方庭大廈)                      |      | 155      | 39     | 2010    | Xitun     | [ 18 ]   |
| 18=  | Fubon Sky Tree (富邦天空樹)                         |      | 155      | 40     | 2016    | Xitun     | [ 19 ]   |
| 20   | Ta Ann King Building (大安國王大樓)                 |      | 151      | 45     | 1995    | Süd       | [ 20 ]   |
| 21   | Cosmos (寶璽天睿)                                   |      | 150      | 38     | 2018    | Xitun     | [ 21 ]   |